# Andorranisch-osttimoresische Beziehungen
Die Andorranisch-osttimoresische Beziehungen beschreiben das zwischenstaatliche Verhältnis von Andorra und Osttimor.

## Geschichte
Die beiden Staaten nahmen offiziell am 20. September 2011 diplomatische Beziehungen auf.
Am 28. Februar 2022 trafen sich Andorras Außenministerin Maria Ubach i Font und Osttimors Außenministerin Adaljíza Magno in Genf.

## Diplomatie

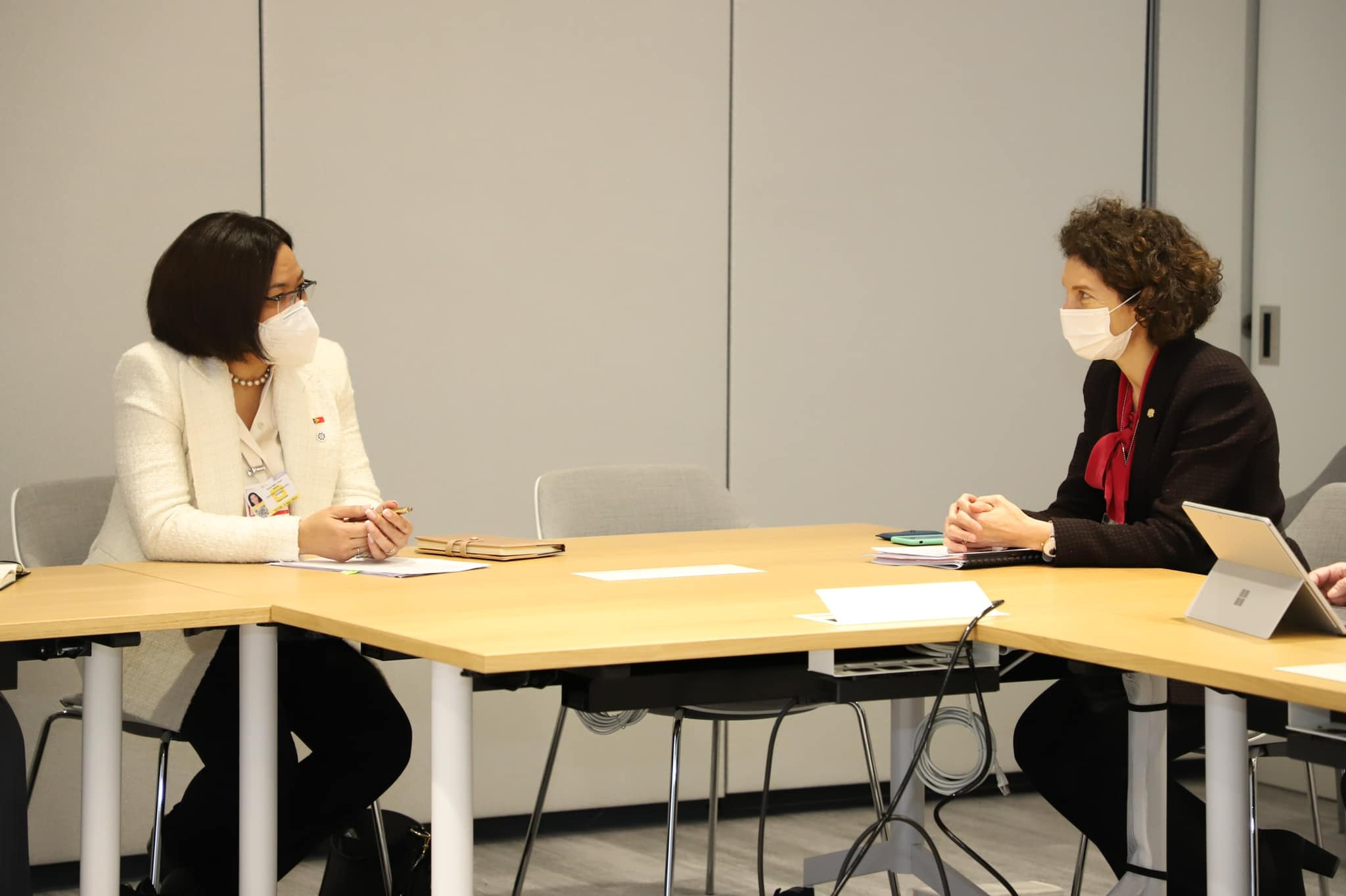
Treffen der Außenminister (2022)

Weder Osttimor noch Andorra haben im jeweils anderen Land einen Botschafter akkreditiert. Die nächstgelegene Botschaft Osttimors zu Andorra ist die Ständige Vertretung bei der Europäischen Union in Brüssel. Andorra hat in der Region um Osttimor keine diplomatische Vertretung.

## Wirtschaft
Für 2018 gibt das Statistische Amt Osttimors keine Handelsbeziehungen zwischen Osttimor und Andorra an.

## Einreisebestimmungen
Für Osttimoresen gilt in Andorra Visafreiheit.